# The Alto Knights
Pour plus de détails, voir Fiche technique et Distribution.
The Alto Knights est un film américain réalisé par Barry Levinson et sorti en 2025.
Il s'agit d'un film de gangsters biographique centré sur la rivalité entre les deux chefs mafieux Italo-Américains Vito Genovese et Frank Costello, tous les deux incarnés par Robert de Niro.

## Synopsis

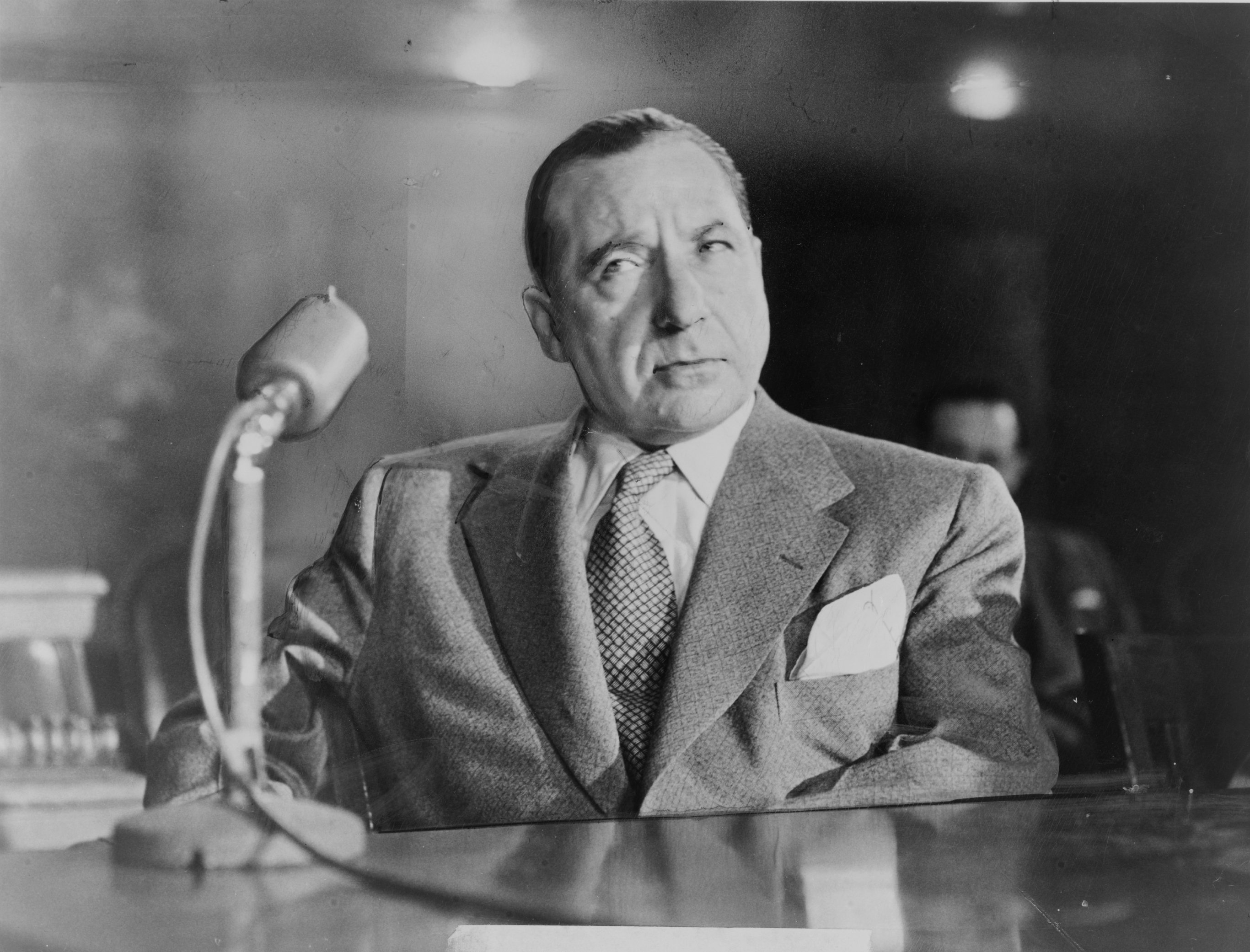
Frank Costello en 1951

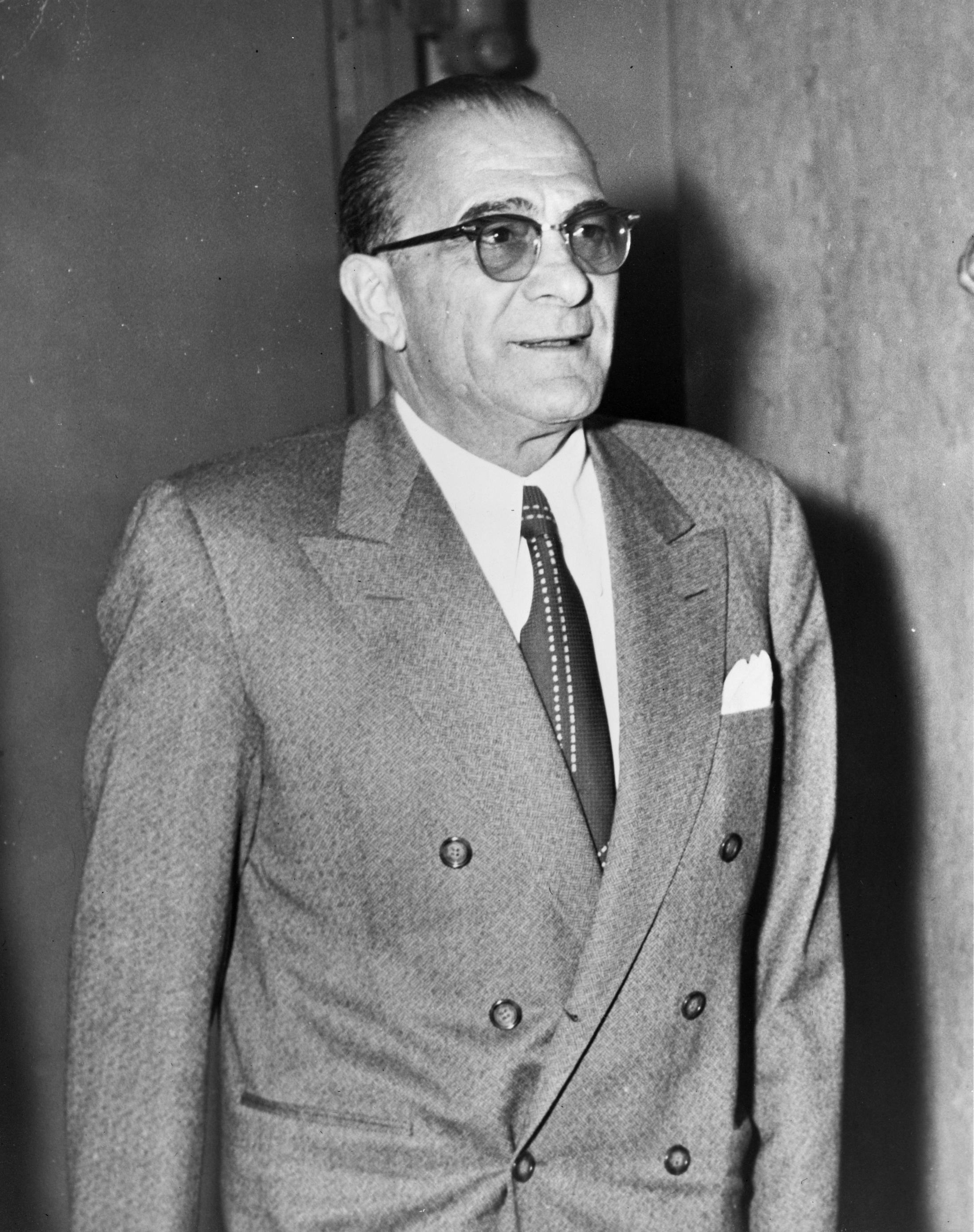
Vito Genovese en 1959.

Dans les années 1950, Vito Genovese et Frank Costello sont deux chefs de la mafia italo-américaine de New York, dont la rivalité atteint son paroxysme en 1957 quand le premier ordonne d'assassiner le second. Mais le tueur — Vincent Gigante — ne parvient qu'à blesser Costello. Ce dernier va alors préférer se retirer de ses activités. Vito Genovese va alors prendre le contrôle de la famille Luciano qui deviendra la famille Genovese.

## Fiche technique
- Titre original : The Alto Knights
- Titre de travail : Wise Guys
- Réalisation : Barry Levinson
- Scénario : Nicholas Pileggi
- Directeur artistique : Ian Scroggins
- Décors : Neil Spisak
- Costumes : Jeffrey Kurland
- Photographie : Dante Spinotti
- Montage : Douglas Crise
- Musique : David Fleming
- Producteurs : Irwin Winkler, Barry Levinson, Jason Sosnoff, Charles Winkler et David Winkler
  - Producteur exécutif : Mike Drake
- Société de production : Winkler Films et Domain Entertainment
- Société de distribution : Warner Bros. Pictures
- Budget : 45-50 000 000 $[1]
- Pays de production :  États-Unis
- Langue originale : anglais
- Format : couleur - 2.35:1
- Genre : biopic, policier, drame, thriller
- Durée : 120 minutes
- Dates de sortie[2] :
  -  France : 19 mars 2025
  -  États-Unis : 21 mars 2025

## Distribution
- Robert De Niro (VF : Éric Herson-Macarel) : Vito Genovese / Frank Costello
- Debra Messing (VF : Claire Beaudoin) : Bobbie Costello
- Cosmo Jarvis : Vincent Gigante
- Kathrine Narducci (VF : Laurence Charpentier) : Anna Genovese (en)
- James Ciccone (en) (VF : Alessandro Gazzara) : Carlo Gambino
- Michael Rispoli : Albert Anastasia
- Wallace Langham (VF : Jean-François Lescurat) : le sénateur Estes Kefauver
- Frank Piccirillo (VF : Michel Elias) : Richard « Richie » Boiardo (en)
- Matt Servitto (VF : Jean-François Aupied) : George Wolf
- Ed Amatrudo (en) : Rudolph Halley
- Joe Bacino (VF : Laurent Morteau) : Giuseppe « Joe » Profaci
- Michael Adler (VF : François Raison) : sénateur Charles W. Tobey (en)
- Louis Mustillo (en) (VF : Patrice Dozier) : Joseph « Joe » Bonanno
- Anthony J. Gallo (VF : Mathieu Lagarrigue) : Tommy Lucchese
- Belmont Cameli (VF : Kévin Goffette) : Frankie Boy
- Robert Uricola : Anthony Strollo (VF : Sylvain Clément)

 Source et légende : version française (VF) sur RS Doublage

## Production

### Genèse et développement
Le projet est développé dès les années 1970 et a été proposé à tous les studios des majors. Warner Bros. lance officiellement Wise Guys en mai 2022. Nicholas Pileggi est annoncé comme scénariste et Barry Levinson comme réalisateur. Robert De Niro est annoncé dans le double rôle de Vito Genovese et Frank Costello. En octobre 2022, Debra Messing et Kathrine Narducci rejoignent le projet,. En janvier 2023, le chanteur britannique Cosmo Jarvis est annoncé.
En octobre 2023, le film est retitré Alto Knights, puis The Alto Knights selon la première bande-annonce diffusée en janvier 2025.

### Tournage
Le tournage débute en décembre 2022 dans l'Ohio. Les prises de vues ont notamment lieu dans le comté de Greene ainsi qu'à Cincinnati et ses environs,.

## Sortie
La sortie américaine était initialement fixée au 2 février 2024, puis à novembre 2024,. En octobre 2023, il est finalement annoncé que le film pourrait être repoussé à 2025 notamment en raison de la grève SAG-AFTRA 2023.
En mars 2024, il est révélé qu'après des projections test négatives, la sortie américaine est repoussée au 21 mars 2025.